# Yoʻldosh Oxunboboyev
Yoʻldosh Oxunboboyevich Oxunboboyev (uzb. cyr. Йўлдош Охунбобоевич Охунбобоев; ros. Юлдаш Ахунбабаевич Ахунбабаев, Jułdasz Achunbabajewicz Achunbabajew; ur. 1 lipca 1885 w Joʻybozorze k. Margʻilonu, zm. 28 lutego 1943 w Taszkencie) – radziecki i uzbecki polityk, przewodniczący Prezydium Rady Najwyższej Uzbeckiej SRR w latach 1938-1943.

## Życiorys
Syn biednego chłopa, w 1916 brał aktywny udział w powstaniu w rodzinnym mieście, za co został aresztowany i na 2 miesiące uwięziony. Od 1917 zastępca przewodniczącego, potem przewodniczący jednej z rad wiejskich w rejonie Margʻilonu. Brał udział w wojnie domowej po stronie „czerwonych” w obwodzie fergańskim, później jako żołnierz Armii Czerwonej walczył z basmaczami. W lutym 1925 był delegatem z Margʻilonu na I (założycielski) Zjazd Komunistycznej Partii (bolszewików) Uzbekistanu, na którym został wybrany członkiem KC i Biura KC tej partii. Od 17 lutego 1925 do 19 lipca 1938 pierwszy przewodniczący Centralnego Komitetu Wykonawczego Uzbeckiej SRR, od 21 lipca 1938 do śmierci przewodniczący Prezydium Rady Najwyższej Uzbeckiej SRR. 1937-1943 deputowany do Rady Najwyższej ZSRR. Od 21 maja 1925 członek Prezydium Centralnego Komitetu Wykonawczego ZSRR. Odznaczony Orderem Lenina i Orderem Czerwonego Sztandaru Pracy. W Taszkencie w budynku domu, w którym mieszkał od 1943, zbudowano muzeum mu poświęcone (zamknięte w 2005).